# قرار مجلس الأمن التابع للأمم المتحدة رقم 204
قرار مجلس الأمن التابع للأمم المتحدة رقم 204، الصادر بالإجماع في 19 مايو 1965، بعد شكوى قدمتها السنغال ضد البرتغال، وشجب المجلس عمليات التوغل التي قامت بها القوات المسلحة البرتغالية داخل الأراضي السنغالية وطلب منها اتخاذ كل الإجراءات اللازمة لضمان وحدة أراضي السنغال.